# 亚锰酸镧
亚锰酸镧是一种无机化合物，化学式为LaMnO3，简写LMO。亚锰酸镧具有钙钛矿结构，由中心锰原子和氧八面體构成。立方晶系的钙钛矿结构由于受到氧八面体强烈的姜-泰勒效应，被扭曲为正交晶系的结构。

## 制备
亚锰酸镧可由对应氧化物或碳酸盐的高温反应制备。
{\displaystyle \mathrm {\ 2\ La_{2}O_{3}+4\ MnCO_{3}+O_{2}\longrightarrow 4\ LaMnO_{3}+\ 4\ CO_{2}} }
{\displaystyle \mathrm {La_{2}O_{3}+Mn_{2}O_{3}\longrightarrow \ 2\ LaMnO_{3}} }
将硝酸镧和硝酸锰混合，蒸去溶剂后高温反应，也能得到亚锰酸镧。